# Stajki Dwór
Stajki Dwór – dawny majątek. Tereny, na których był położony leżą obecnie na Białorusi, w obwodzie mińskim, w rejonie wilejskim, w sielsowiecie Ilia.

## Historia
Pierwsza wzmianka o majątku pochodzi z roku 1794. Już w pierwszej połowie XVIII wieku Stajki i kilka okolicznych majątków były własnością rodziny Bohdanowiczów herbu Bogoria. Pierwszym znanym właścicielem tych dóbr był Seweryn Bohdanowicz, jego synem był Ignacy, a wnukami – Henryk, Otton i Tadeusz. W połowie XIX wieku właścicielem majątku był Seweryn (1821–?), a na przełomie XIX i XX wieku – Jan (1870–1909) żonaty z Marią z Cywińskich. 
W czasach zaborów folwark w okręgu wiejskim Stajki, w gminie Krajsk, w powiecie wilejskim, w guberni wileńskiej Imperium Rosyjskiego. W 1866 roku liczył 26 mieszkańców w 1 domu.
W latach 1921–1945 folwark a następnie majątek leżał w Polsce, w województwie wileńskim, w powiecie wilejskim, w gminie Olkowicze, od 1 stycznia 1926 w gminie Ilia.
Według Powszechnego Spisu Ludności z 1921 roku zamieszkiwało tu 78 osób, 71 było wyznania rzymskokatolickiego a 7 prawosławnego. Jednocześnie 59 mieszkańców zadeklarowało polską a 19 białoruską przynależność narodową. Było tu 8 budynków mieszkalnych. W 1931 w 4 domach zamieszkiwały 43 osoby.
Wierni należeli do parafii rzymskokatolickiej w Olkowiczach i prawosławnej w Ilii. Miejscowość podlegała pod Sąd Grodzki w Ilii i Okręgowy w Wilnie; właściwy urząd pocztowy mieścił się w Olkowiczach.
Ostatnim właścicielem Stajek do 1939 roku był ich syn, Michał Bohdanowicz (1903–1948).
W wyniku napaści ZSRR na Polskę we wrześniu 1939 miejscowość znalazła się pod okupacją sowiecką. 2 listopada została włączona do Białoruskiej SRR. Od czerwca 1941 roku pod okupacją niemiecką. W 1944 miejscowość została ponownie zajęta przez wojska sowieckie i włączona do Białoruskiej SRR.

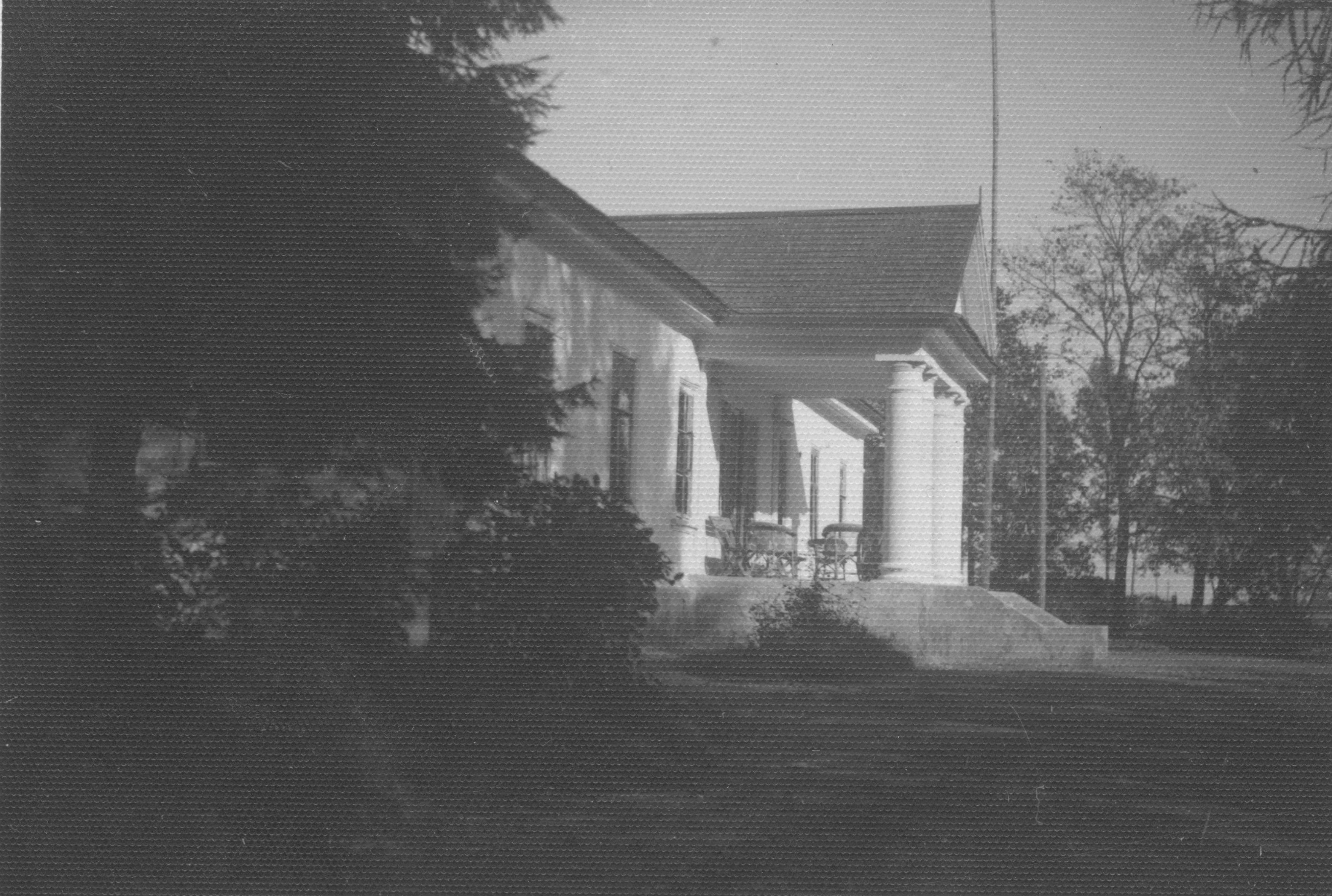
Dwór między 1918 i 1937 rokiem

## Nieistniejący dwór
Tadeusz Bohdanowicz zbudował tu w drugiej połowie XIX wieku lub na początku XX wieku dwór o architekturze nawiązującej do klasycyzmu. Był to dziewięcioosiowy dom wzniesiony na planie czworokąta. Był przykryty czterospadowym dachem gontowym. Był parterowy, stał na wysokiej podmurówce. W części środkowej od strony podjazu był portyk o czterech kolumnach podtrzymujących trójkątny szczyt z herbem rodzinnym. Portyk stał na większym tarasie, na który mieszkańcy i goście wchodzili po kilku schodach. Od strony ogrodowej za domem też był taras. W XX wieku do budynku dobudowano dodatkowe skrzydło. Dwór miał układ dwutraktowy.
Tradycja rodzinna mówi, że Napoleon zatrzymał się tu w 1812 roku, wracając spod Moskwy. Na biurku, które zachowało się do XX wieku, pisał rozkaz datowany na 2 grudnia, później odpoczywał na jesionowej kanapce, która również zachowała się do XX wieku.
Dom był otoczony z trzech stron dość dużym parkiem krajobrazowym z wieloma XVIII-wiecznymi drzewami. Przed domem rozciągał się duży gazon, przy którym stała kiedyś oficyna.
Dwór nie zachował się, został zniszczony po 1939 roku. Zachowała się duża gorzelnia z początku XX wieku. Jest to duży kamienny budynek na planie czworokąta z centralną częścią piętrową i parterowymi skrzydłami. Narożniki ozdobione są boniowanymi pilastrami z czerwonej cegły. Po 2012 roku budynek gorzelni został starannie odrestaurowany z przeznaczeniem na obiekt turystyczno-konferencyjny. W 2015 roku planowana była również budowa centrum koncertowo-wystawowego.
Zachowały się również ruiny zbudowanej z kamienia polnego stajni oraz fragment zdziczałego parku ze stawem, wąska alejka świerkowa oraz rzędy drzew wzdłuż byłej granicy terenu dworskiego.
Majątek Stajki został opisany w 4. tomie Dziejów rezydencji na dawnych kresach Rzeczypospolitej Romana Aftanazego.